# Finale della UEFA Champions League 1997-1998
La finale della 43ª edizione di UEFA Champions League è stata disputata il 20 maggio 1998 all'Amsterdam ArenA di Amsterdam tra la Juventus e il Real Madrid. All'incontro hanno assistito circa 48 500 spettatori. La partita, arbitrata dal tedesco Hellmut Krug, ha visto la vittoria per 1-0 del club madrileno.

## Le squadre
| Squadre     | Partecipazioni precedenti (il grassetto indica la vittoria) |
| ----------- | ----------------------------------------------------------- |
| Juventus    | 5 (1973, 1983, 1985, 1996, 1997)                            |
| Real Madrid | 9 (1956, 1957, 1958, 1959, 1960, 1962, 1964, 1966, 1981)    |

## Il cammino verso la finale
Il Real Madrid di Jupp Heynckes è inserito nel gruppo D insieme ai norvegesi del Rosenborg, ai greci dell'Olympiacos e ai lusitani del Porto, superando il turno come primo classificato con un totale di 13 punti. Ai quarti di finale le Merengues affrontano i tedeschi del Bayer Leverkusen, battendoli con un risultato aggregato di 4-1. In semifinale tocca a un'altra compagine teutonica, i campioni in carica del Borussia Dortmund, essere eliminati dai madrileni, dapprima vittoriosi 2-0 al Bernabéu e poi capaci di amministrare il vantaggio chiudendo a reti bianche la sfida di ritorno al Westfalenstadion.

Alessandro Del Piero, attaccante della Juventus per la terza volta consecutiva finalista di Champions League oltreché migliore marcatore dell'edizione, festeggia la tripletta nella semifinale di andata contro il

La Juventus di Marcello Lippi è inserita nel gruppo B insieme agli inglesi del Manchester Utd, agli olandesi del Feyenoord e agli slovacchi del VSS Košice, totalizzando 12 punti frutto di quattro vittorie e due sconfitte, e superando il turno tramite ripescaggio, assieme al Bayer Leverkusen, come una delle due migliori seconde classificate nella fase a gironi; in particolare, i piemontesi ottengono il pass per la fase a eliminazione diretta a scapito dei francesi del Paris Saint-Germain, che totalizzano i loro stessi punti, unicamente per la miglior differenza reti. Ai quarti di finale i Bianconeri affrontano gli ucraini della Dinamo Kiev, superati con un risultato aggregato di 5-2. In semifinale i campioni d'Italia battono i monegaschi del Monaco, assicurandosi di fatto l'approdo in finale grazie al largo successo per 4-1 nella sfida di andata al Delle Alpi, parziale che rende ininfluente la sconfitta 2-3 patita nella gara di ritorno allo Stade Louis II.

## La partita
La Juventus, presentatasi ad Amsterdam per giocare la sua quarta finale europea consecutiva, riconfermatasi dieci giorni prima campione d'Italia oltreché prima nel ranking confederale, parte come favorita per la vittoria finale; ciò anche a fronte dell'altalenante stagione del Real Madrid, che, seppur tornato in finale di Coppa dei Campioni dopo diciassette anni, nella Liga arranca in quarta posizione. I Bianconeri in effetti partono meglio dei rivali, con Zinédine Zidane che detta il gioco in mezzo al campo e sfiora la rete su calcio di punizione. Col passare dei minuti, tuttavia, risalgono la china i Blancos, che recriminano per un presunto fallo nell'area juventina di Mark Iuliano su Predrag Mijatović e che si rendono pericolosi con Raúl e Roberto Carlos.

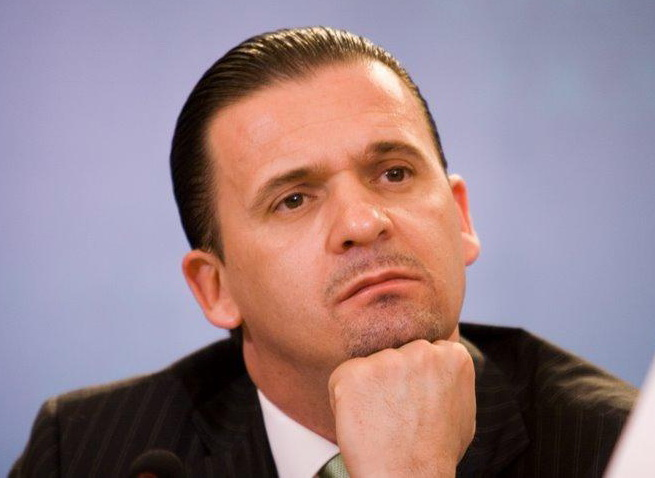
La punta madrilena Predrag Mijatović, match winner della finale.

Nella seconda frazione di gioco la squadra italiana continua ad avere problemi di manovra e né Filippo Inzaghi né Alessandro Del Piero — capocannoniere dell'edizione di coppa, ma infortunatosi nel corso della finale — ricevono palloni giocabili. Al 66' arriva il vantaggio degli spagnoli grazie a Mijatović, il quale, dopo aver recuperato una palla tirata da Roberto Carlos e smorzata da Iuliano nell'area bianconera, aggira l'estremo difensore Angelo Peruzzi e deposita la sfera in rete; nonostante la presunta posizione di fuorigioco dell'attaccante, circostanza mai del tutto chiarita e foriera di polemiche anche negli anni a venire, l'arbitro tedesco Hellmut Krug convalida la rete. Un minuto dopo Inzaghi ha la palla del pareggio, ma non riesce a sfruttare l'assist di Del Piero. A un quarto d'ora dal termine ci provano ancora i torinesi con Edgar Davids, il quale, all'altezza del dischetto, conclude centralmente, facendosi bloccare il tiro dal portiere madrileno Bodo Illgner.
Nonostante la Juventus si riversi in attacco nei minuti finali, il risultato non cambia e il Real Madrid torna a vincere la massima competizione europea per club dopo trentadue anni.

## Tabellino
| Arbitro: | Hellmut Krug |

|  |           |               |
|  | Marcatori | 66’ Mijatović |

| Juventus | Real Madrid |

| Juventus       |    |                      |     |     |
|                |    |                      |     |     |
| P              | 1  | Angelo Peruzzi       |     |     |
| D              | 3  | Moreno Torricelli    |     |     |
| D              | 13 | Mark Iuliano         |     |     |
| D              | 4  | Paolo Montero        | 79’ |     |
| C              | 7  | Angelo Di Livio      |     | 46’ |
| C              | 14 | Didier Deschamps     |     | 77’ |
| C              | 26 | Edgar Davids         | 34’ |     |
| C              | 22 | Gianluca Pessotto    |     | 70’ |
| C              | 21 | Zinédine Zidane      |     |     |
| A              | 9  | Filippo Inzaghi      |     |     |
| A              | 10 | Alessandro Del Piero |     |     |
| Sostituzioni:  |    |                      |     |     |
| C              | 20 | Alessio Tacchinardi  |     | 46’ |
| C              | 8  | Antonio Conte        |     | 77’ |
| A              | 18 | Daniel Fonseca       |     | 70’ |
| Allenatore:    |    |                      |     |     |
| Marcello Lippi |    |                      |     |     |

| Real Madrid   |    |                      |       |     |
|               |    |                      |       |     |
| P             | 25 | Bodo Illgner         |       |     |
| D             | 17 | Christian Panucci    |       |     |
| D             | 5  | Manuel Sanchís       |       |     |
| D             | 4  | Fernando Hierro      | 23’   |     |
| D             | 3  | Roberto Carlos       | 37’   |     |
| C             | 6  | Fernando Redondo     |       |     |
| C             | 27 | Christian Karembeu   | 56’   |     |
| C             | 10 | Clarence Seedorf     | 90+4’ |     |
| C             | 7  | Raúl                 |       | 90’ |
| A             | 15 | Fernando Morientes   |       | 81’ |
| A             | 8  | Predrag Mijatović    |       | 89’ |
| Sostituzioni: |    |                      |       |     |
| C             | 16 | Jaime                |       | 81’ |
| C             | 11 | José Emilio Amavisca |       | 90’ |
| A             | 9  | Davor Šuker          |       | 89’ |
| Allenatore:   |    |                      |       |     |
| Jupp Heynckes |    |                      |       |     |